# Hrísey
Hrísey ist eine kleine Insel drei Kilometer vor der Nordküste Islands mit 161 Einwohnern (Stand: 1. Januar 2023).
Die Insel befindet sich im Eyjafjörður, etwa 35 Kilometer von der Stadt Akureyri entfernt, zu der sie seit 2004 auch verwaltungsmäßig gehört. Zuvor war die Insel (mit vorgelagertem Felsen) eine eigene Gemeinde (Hríseyjarhreppur).
Das Inselgebiet hat eine Größe von 7,67 Quadratkilometern, eine Länge von 7,5 Kilometern und an der breitesten Stelle eine Breite von 2,5 Kilometern. Damit ist sie nach Heimaey die zweitgrößte Insel an der isländischen Küste. Die höchste Erhebung der Insel beträgt 110 m. 60 Meter nördlich ist der Felsen Eyjarhalar vorgelagert, mit einer Flächenausdehnung von rund einem Hektar.
Man erreicht die Insel in etwa 15 Minuten mit einer Fähre aus Ársskógssandur.

## Geschichte

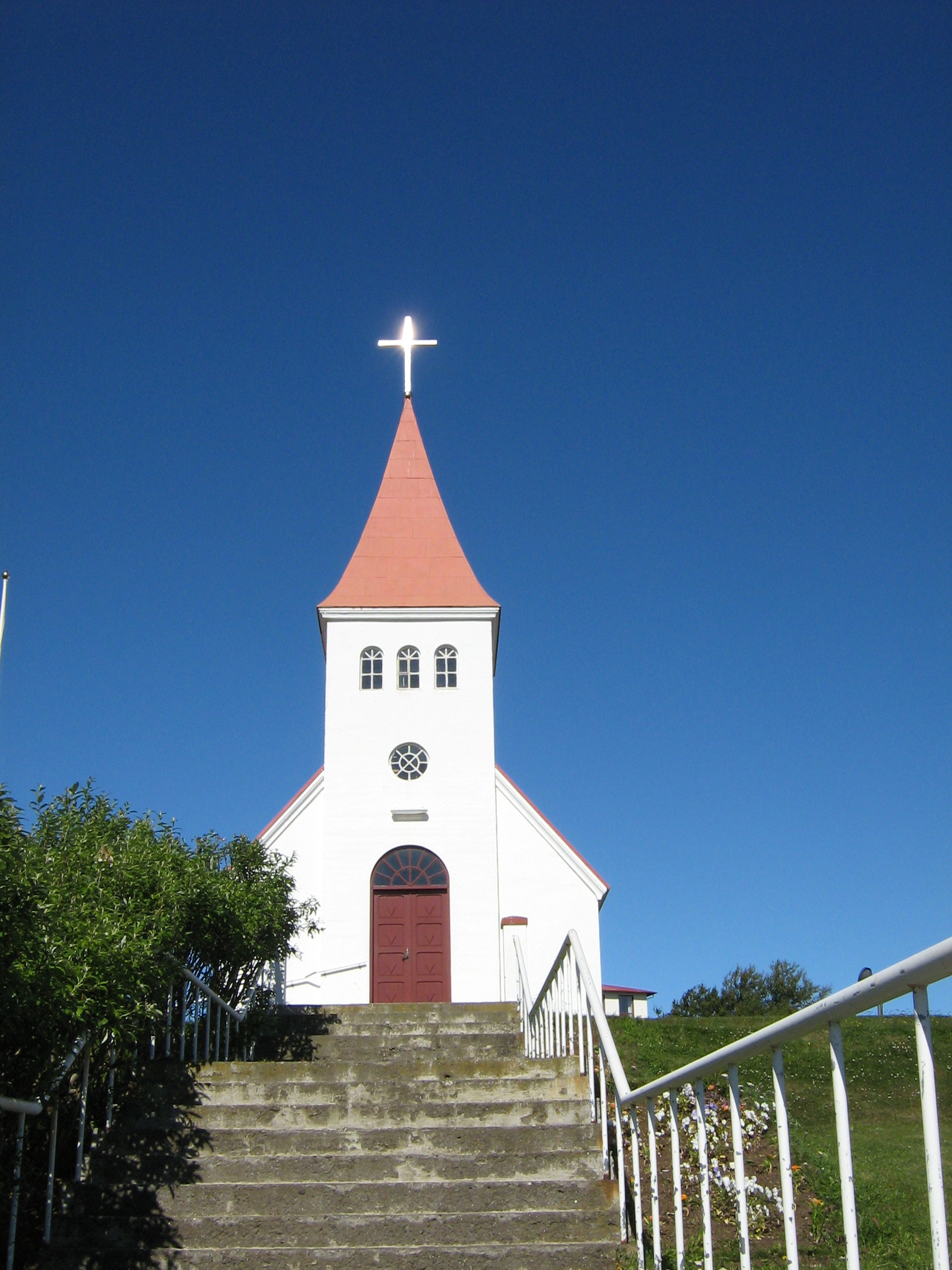
Die Kirche in Hrísey

Seit der Besiedlung Islands ist die Insel stets bewohnt.
Im 19. Jahrhundert begann der Fischer Jörundur Jónsson mit der Haifischjagd; ein Denkmal in der Nähe der Kirche erinnert an ihn. In der Folge wurde die Insel zunächst von Norwegern und Schweden, später von den Isländern selbst als Basis für die Fischindustrie genutzt.
Im späten 19. Jahrhundert befand sich eine Salzheringfabrik auf der Insel. In den 1960er Jahren kam es infolge der Überfischung der isländischen Gewässer zu einem Abschwung, die letzte Fischgefrieranlage schloss 1999.
Hrísey hat sich in jüngerer Zeit einen guten Ruf als Vogelbeobachtungsort erworben. Auf Grund eines natürlichen Mangels an Feinden ist Hrísey ein Schonraum für die Vögel.
Der nördliche Teil der Insel, Ystabæjarland, ist ein in Privatbesitz befindliches Naturreservat und das Töten von Vögeln ist auf dem Rest der Insel verboten.
Unter den rund 40 Vogelarten gibt es etwa das Alpenschneehuhn, die Küstenseeschwalbe und die Eiderente.